# Fresh Cream
Fresh Cream er det britiske rockband Creams debutalbum, udgivet i december 1966. Det blev den første lp-udgivelse fra producer Robert Stigwoods nye "uafhængige" Reaction Records-pladeselskab. Albummet nåede 6. plads i Storbritannien og senere 39. plads i USA. Den britiske udgave indeholdt ikke "I Feel Free", mens den amerikanske udgave omvendt ikke havde "Spoonful". Cd-genudgivelsen fra 2000 indeholder dog begge sange.

## Spor

### Side 1
1. "I Feel Free" (Jack Bruce, Pete Brown) – 2:51
2. "N.S.U." (Bruce) – 2:43
3. "Sleepy Time Time" (Bruce, Janet Godfrey) – 4:20
4. "Dreaming" (Bruce) – 1:58
5. "Sweet Wine" (Ginger Baker, Godfrey) – 3:17
6. "Spoonful" (Willie Dixon) – 6:30

### Side 2
1. "Cat's Squirrel" (Traditionel, arr. S. Splurge) – 3:03
2. "Four Until Late" (Robert Johnson, arr. Eric Clapton) – 2:07
3. "Rollin' and Tumblin'" (Muddy Waters) – 4:42
4. "I'm So Glad" (Skip James) – 3:57
5. "Toad" (Baker) – 5:11

## Musikere
- Eric Clapton – guitar, vokal
- Jack Bruce – bas, mundharmonika, vokal
- Ginger Baker – trommer, perkussion, vokal

## Hitlisteplaceringer
Album – Billboard (Nordamerika)
| År   | Hitliste   | Placering |
| ---- | ---------- | --------- |
| 1968 | Pop Albums | 39        |

Singles – Billboard (Nordamerika)
| År   | Single        | Hitliste    | Placering |
| ---- | ------------- | ----------- | --------- |
| 1967 | "I Feel Free" | Pop Singles | 116       |